# Språkintelligens
Språkintelligens innebär att genom språket skapa ett eget uttryck, originalitet och attraktion.
Språkintelligent kommunikation bidrar till ett aktivt och levande språkbruk som utvecklar en organisations intellektuella kapital och en långsiktig kunskapsutveckling. Språkbruk är sättet människan använder språket på i ett visst sammanhang.